# Comuna Runovići, Split-Dalmația
Runovići este o comună în cantonul Split-Dalmația, Croația, având o populație de 2.416 locuitori (2011).

## Demografie
Componența etnică a comunei Runovići
     Croați (99,71%)
     Necunoscut (0%)
     Neclasificat (0,25%)
Componența confesională a comunei Runovići
     Catolici (99,54%)
     Necunoscută (0,21%)
     Alte religii (0,25%)
Conform recensământului din 2011, comuna Runovići avea 2.416 locuitori. Din punct de vedere etnic, majoritatea locuitorilor (99,71%) erau croați. Din punct de vedere confesional, majoritatea locuitorilor (99,54%) erau catolici. Pentru 0,21% din locuitori nu este cunoscută apartenența confesională.